# Красноголовець білоногий
Красноголовець білоногий (Leccinum albostipitatum) — вид їстівних базидіомікотових грибів родини болетові (Boletaceae). Часто розглядається як морфа підосиковика (Leccinum aurantiacum). Від нього відрізняється відсутністю чорних цяток на ніжці та бліднішим забарвленням капелюшка. Найчастіше росте поблизу осик, з якими утворює мікоризу. Поширений в північних регіонах Росії. В Європі рідкісний і трапляється тільки в альпійських гірських районах.

## Морфологія
Діаметр шапинки до 25 см. У молодих екземплярів опукла, потім подушкоподібна. Поверхня матова, помаранчево-червона або помаранчево-коричнева, з віком вицвітає. Низ шапинки спочатку жовтувато-білий, пізніше сіруватий, при роздавлюванні темніє. Круглі тонкі пори. Товщина ніжки до 5 см, висота 8-20 см. Форма спочатку бочкоподібна, потім циліндрична. Поверхня біла з виступаючими білими фібрилами, які потім стають іржавими через спори. М'якуш білий, жорсткий і твердий у молодих плодових тіл, частково волокнистий у старших. При пошкодженні стає червоним, потім сіруватим. Ммає м'який смак і слабкий запах.